# صالح الكرزكاني
صالح عبد الكريم حسن صالح الكرزكاني فقيه شيعي بحريني عاش في القرن السابع عشر، وقد عينته من قبل الدولة الصفوية قاضيا لمحكمة شيراز. غادر الكرزكاني البحرين برفقة صديقه وزميله رجل الدين جعفر بن كمال الدين الذي توفي في 1677 لأنهما عانا من الاوقات الصعبة ومثل العديد من رجال الدين البحرينيين في ذلك الوقت وذهبا إلى حيدر آباد حيث كانت تحكمها مملكة غولكوندا الشيعية في جنوب الهند. أبرم الاثنان اتفاقا بأن أيهما يصبح غنيا أولا فإنه يساعد الآخر.
في وقت لاحق في حياته كُرِّم الكرزكاني من الشاه الصفوي عندما عُين قاضيا في محكمة شيراز. الكرزكاني مثل غيره من علماء البحرين البارزين مثل يوسف البحراني كان تابعا لتقليد الأخباريين داخل المذهب الشيعي الذين كانوا يميلون لرفض تعيينه لأن الأخباريين حذرين تقليديين لسلطة الدولة على عكس معظم رجال الدين الفرس الذين يتبعون المدرسة الأصولية المحافظة. رفض الكرزكاني في نهاية المطاف المنصب بعد سماع نصيحة الأصدقاء والوجهاء الذين ناشدوه بعدم تكبد غضب الشاه.
دفن في قرية كرزكان في البحرين.